# Pak lodowy

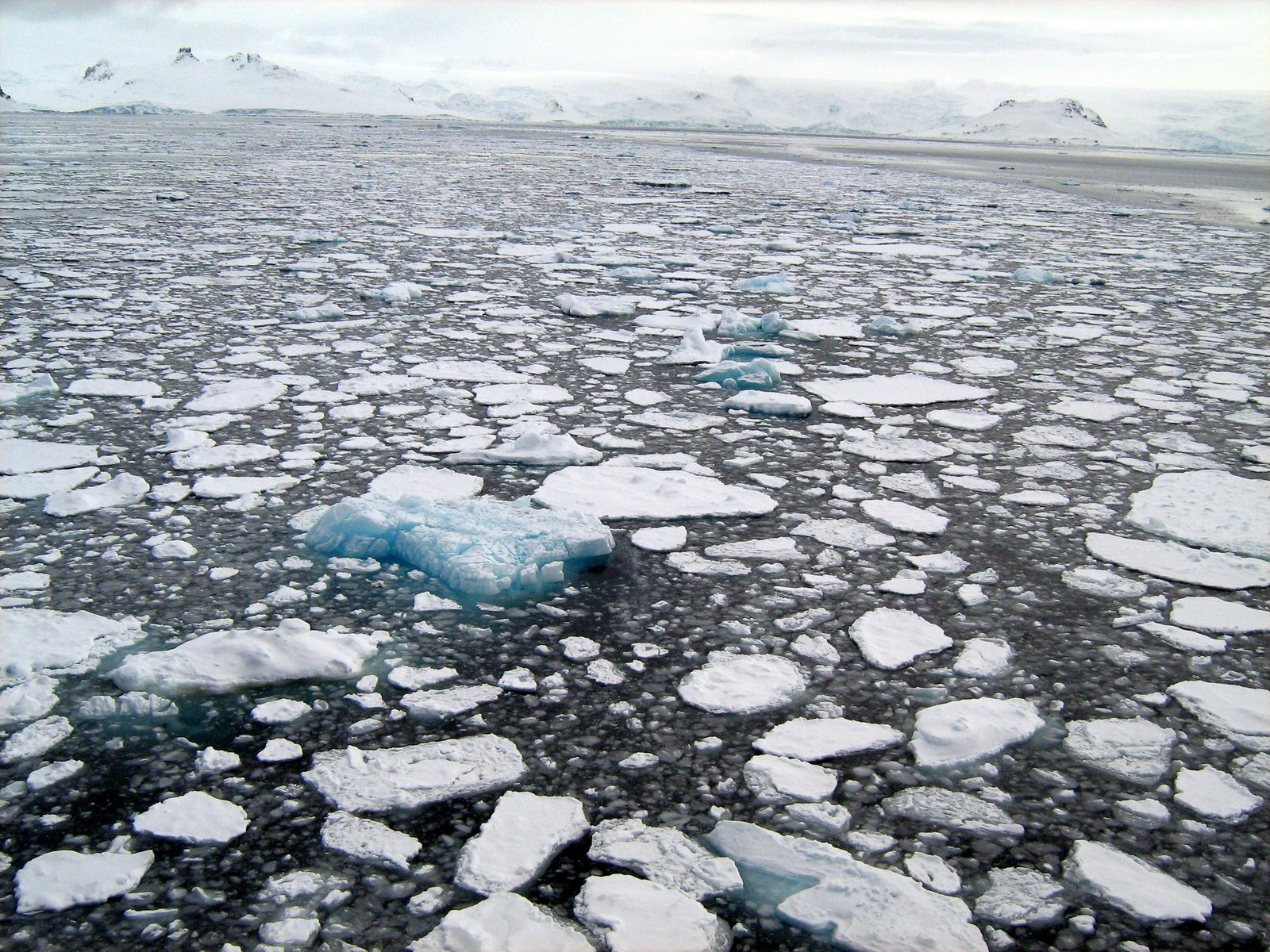
Pak lodowy w Zatoce Admiralicji, u wybrzeży Wyspy Króla Jerzego

Pak lodowy, lód pakowy, lód dryfujący – wieloletnia, pływająca pokrywa lodu morskiego, występująca na obszarach polarnych Ziemi: na Oceanie Arktycznym na półkuli północnej i morzach Antarktyki.
Jest to ogólny termin określający pokrywę lodową morza, która nie jest lodem stałym – przytwierdzonym do brzegu, bariery lodowej, lub gór lodowych osiadłych. Przyjmuje się, że gdy zwartość lodu (tj. stosunek powierzchni pokrytej lodem do powierzchni całkowitej) nie przekracza 60%, używa się wyrażenia lód dryfujący, jeśli jest większa – pak lodowy lub lód pakowy. W przeszłości nie uwzględniano takiego rozróżnienia.

## Terminologia
W zależności od zwartości wyróżnia się:
- bardzo luźny lód dryfujący (zwartość 10–30%);
- luźny lód dryfujący (zwartość 40–60%), z licznymi kanałami i połyniami;
- zwarty lód dryfujący (zwartość 70–80%), w którym kry przeważnie stykają się;
- bardzo zwarty lód dryfujący (zwartość 90–<100%);
- zespojony lód dryfujący (zwartość 100%), w którym kry są zespojone;
- całkowicie zwarty lód dryfujący (zwartość 100%); w tym przypadku nie widać wody[2][3].

Lód dryfujący może być różnorodnie rozmieszczony. Wyróżniane są:
- pasmo lodu (wydłużone, o szerokości do 1 km);
- pas lodu (wydłużony, o szerokości od 1 do ponad 100 km);
- pole lodowe:
  - ławica lodowa, o średnicy mniejszej niż 10 km;
  - małe pole lodowe (średnica 10–15 km);
  - średnie pole lodowe (średnica 15–20 km);
  - duże pole lodowe (średnica >20 km)[2][3].

Załogi jednostek podwodnych ze względu na inny punkt widzenia nazywają lód dryfujący stropem lub sklepieniem lodowym.
Spiętrzony pak lodowy tworzy torosy.